# Гакона (Аљаска)
Гакона (енгл. Gakona) насељено је место без административног статуса у америчкој савезној држави Аљаска.

## Демографија
По попису из 2010. године број становника је 218, што је 3 (1,4%) становника више него 2000. године.
| Група             | 2000.       | 2010.       |
| Белци             | 161 (74,9%) | 171 (78,4%) |
| Афроамериканци    | 0 (0,0%)    | 0 (0,0%)    |
| Азијати           | 0 (0,0%)    | 0 (0,0%)    |
| Хиспаноамериканци | 3 (1,4%)    | 2 (0,9%)    |
| Укупно            | 215         | 218         |